# Густав Фрайтаг
Густав Фрайтаг (на немски: Gustav Freytag) е германски писател.
Роден е на 13 юли 1816 година в Кройцбург (днес Ключборк) в Силезия. Учи филология в Бреслауския и Берлинския университет, а от 1839 година преподава в Бреслауския университет, като същевременно започва да се занимава с литература и придобива известност с няколко успешни театрални комедии. През 1847 година се премества в Берлин и става редактор на известното либерално списание „Гренцботен“.
Густав Фрайтаг умира на 30 април 1895 година във Висбаден.